# IC 1783
IC 1783 је спирална галаксија у сазвјежђу Пећ која се налази на листи објеката дубоког неба у Индекс каталогу.
Деклинација објекта је - 32° 56' 23" а ректасцензија 2h 10m 6,0s. Привидна величина (магнитуда) објекта IC 1783 износи 12,4 а фотографска магнитуда 13,2. Налази се на удаљености од 46,889 милиона парсека од Сунца. IC 1783 је још познат и под ознакама ESO 354-46, MCG -6-5-37, IRAS 02079-3310, PGC 8279.